# 怀宝镇
怀宝镇，是中华人民共和国广西壮族自治区柳州市融水苗族自治县下辖的一个乡镇级行政单位。

## 行政区划
怀宝镇下辖以下地区：
中寨社区、中寨村、河村、洋洞村、聘洞村、盘荣村、东水村、喷沟村、民洞村、九东村和永和村。